# Hugo Bargas
Hugo Christophe Bargas (Le Puy; 22 de octubre de 1986) es un futbolista francés, de padre argentino y madre francesa. Actualmente juega en el FAS, equipo que disputa la Primera División de El Salvador.
Es hijo del exfutbolista Ángel Bargas.

## Trayectoria
Surgido de las inferiores de All Boys, se trata de un delantero zurdo que puede ocupar las posiciones tanto en la banda como en el centro.
Debutó en All Boys, en la primera B-A en la temporada 2007/2008 el 29 de septiembre de 2007 por la fecha 10 frente a San Telmo marcando un gol de cabeza a la salida de un córner en el segundo tiempo.
Sus actuaciones y habilidades lo llevaron a jugar al De Graafschap de la Eredivisie (Primera División de Países Bajos), paso a préstamo en el FC Zwolle de la Segunda División de Holanda. Volvió a De Graafschap luego del préstamo.
Luego de su paso por Europa, Bargas volvió a Sudamérica para jugar en Blooming (Santa Cruz de la Sierra, Bolivia), donde tuvo probablemente su mejor temporada, en 14 partidos de la Liga Profesional Boliviana, convirtió 8 goles, pero además de eso era considerado el referente ofensivo de Blooming, demostrando mucho nivel y juego, resaltando su gran labor jugando en altura en los partidos de visitante, convirtió el gol más rápido de la historia de la Liga Boliviana ante Real Potosí en el Estadio Ramón Tahuichi Aguilera de Santa Cruz, mediante un pase largo de uno de sus compañeros definió con un sublime sombrerito al portero a los 12 segundos de haber comenzado el encuentro. También en su paso en Blooming, anotó lo que muchos consideran el mejor gol de la historia del Clásico Cruceño, jugado entre los 2 principales clubes de Santa Cruz, Blooming y Oriente Petrolero, convirtiendo con una fantástica chilena desde afuera del área del portero de Oriente que dejó a un estadio repleto con 40 mil personas boquiabiertos, una mitad lo festejó con euforia mientras la otra no podía hacer otra que intentar descifrar como consiguió convertir aquella obra de arte. Después de su gran paso por Blooming fichó por Oriente Petrolero de la misma ciudad, se convirtió en el fichaje más caro de la temporada.
Tras su desastroso paso por el conjunto verde, decide ir a probar suerte en la serie C de Italia Cremonese lo esperaba, estuvo solo un semestre y luego ficha por el Deportivo Cuenca, de Ecuador.
Tras salvar del descenso de categoría al conjunto ecuatoriano, regresa al club donde vivió quizás su mejor momento como futbolista, el Club Blooming , ya en su debut logró convertir el Segundo tanto con el cual se cerró el marcador de 2-0 a favor de los suyos ante Sport Boys Warnes

## Clubes
| Club                    | País       | Año         |
| ----------------------- | ---------- | ----------- |
| All Boys                | Argentina  | 2007 - 2008 |
| CS Louhans-Cuiseaux     | Francia    | 2008 - 2009 |
| Le Puy Foot 43 Auvergne | Francia    | 2009 - 2010 |
| CS Louhans-Cuiseaux     | Francia    | 2010 - 2011 |
| All Boys                | Argentina  | 2011 - 2012 |
| Gimnàstic de Tarragona  | España     | 2012 - 2013 |
| Blooming                | Bolivia    | 2013        |
| Oriente Petrolero       | Bolivia    | 2014        |
| U. S. Cremonese         | Italia     | 2014 - 2015 |
| Huachipato              | Chile      | 2015        |
| Blooming                | Bolivia    | 2016        |
| Bolívar                 | Bolivia    | 2016        |
| Neftchi Baku            | Azerbaiyán | 2017        |
| Blooming                | Bolivia    | 2018        |
| Unión Española          | Chile      | 2019        |
| Guaraní                 | Paraguay   | 2019        |
| Olimpia                 | Honduras   | 2020 - 2022 |

## Estadísticas
Actualizado al último partido jugado el 17 de mayo de 2015.
| Club                         | Temporada           | Liga | Liga | Copas Nacionales * | Copas Nacionales * | Copas Internacionales ** | Copas Internacionales ** | Total | Total |
| Club                         | Temporada           | PJ   | G    | PJ                 | G                  | PJ                       | G                        | PJ    | G     |
| ---------------------------- | ------------------- | ---- | ---- | ------------------ | ------------------ | ------------------------ | ------------------------ | ----- | ----- |
| All Boys Argentina           | 2007/08             | 20   | 4    | -                  | -                  | -                        | -                        | 20    | 4     |
| All Boys Argentina           | Total               | 20   | 4    | -                  | -                  | -                        | -                        | 20    | 4     |
| De Graafschap · Países Bajos | 2008/09             | 3    | 0    | -                  | -                  | -                        | -                        | 3     | 0     |
| De Graafschap · Países Bajos | Total               | 3    | 0    | -                  | -                  | -                        | -                        | 3     | 0     |
| PEC Zwolle · Países Bajos    | 2008/09             | 18   | 4    | -                  | -                  | -                        | -                        | 18    | 4     |
| PEC Zwolle · Países Bajos    | Total               | 18   | 4    | -                  | -                  | -                        | -                        | 18    | 4     |
| De Graafschap · Países Bajos |                     |      |      |                    |                    |                          |                          |       |       |
| 2009/10                      | 35                  | 16   | -    | -                  | -                  | -                        | 35                       | 16    |       |
| 2010/11                      | 31                  | 6    | 1    | 0                  | -                  | -                        | 32                       | 6     |       |
| Total                        | 66                  | 22   | 1    | 0                  | -                  | -                        | 67                       | 22    |       |
| All Boys Argentina           | 2011/12             | 4    | 0    | -                  | -                  | -                        | -                        | 4     | 0     |
| All Boys Argentina           | Total               | 4    | 0    | -                  | -                  | -                        | -                        | 4     | 0     |
| Gimnàstic · España           | 2011/12             | 5    | 0    | -                  | -                  | -                        | -                        | 5     | 0     |
| Gimnàstic · España           | Total               | 5    | 0    | -                  | -                  | -                        | -                        | 5     | 0     |
| Blooming · Bolivia           | 2012/13             | 35   | 15   | -                  | -                  | 2                        | 0                        | 37    | 15    |
| Blooming · Bolivia           | Total               | 35   | 15   | -                  | -                  | 2                        | 0                        | 37    | 15    |
| Oriente Petrolero · Bolivia  | 2013/14             | 14   | 0    | -                  | -                  | 2                        | 0                        | 16    | 0     |
| Oriente Petrolero · Bolivia  | Total               | 14   | 0    | -                  | -                  | 2                        | 0                        | 16    | 0     |
| Cremonese · Italia           | 2013/14             | 2    | 0    | -                  | -                  | -                        | -                        | 2     | 0     |
| Cremonese · Italia           | Total               | 2    | 0    | -                  | -                  | -                        | -                        | 2     | 0     |
| Deportivo Cuenca · Ecuador   | 2014                | 24   | 3    | -                  | -                  | -                        | -                        | 24    | 3     |
| Deportivo Cuenca · Ecuador   | Total               | 24   | 3    | -                  | -                  | -                        | -                        | 24    | 3     |
| Blooming · Bolivia           | 2014/15             | 18   | 11   | -                  | -                  | -                        | -                        | 18    | 11    |
| Blooming · Bolivia           | Total               | 18   | 11   | -                  | -                  | -                        | -                        | 18    | 11    |
| Total en su carrera          | Total en su carrera | 209  | 59   | 1                  | 0                  | 4                        | 0                        | 214   | 59    |

- (*) Copa de los Países Bajos..
- (**) Copa Libertadores de América. y  Copa Sudamericana.

## Palmarés

### Campeonatos nacionales
| Título         | Club          | País         | Año     |
| -------------- | ------------- | ------------ | ------- |
| Primera B      | All Boys      | Argentina    | 2007/08 |
| Eerste Divisie | De Graafschap | Países Bajos | 2009/10 |